# Triethylenglycolmonobutylether
Triethylenglycolmonobutylether ist eine chemische Verbindung aus der Gruppe der Glycolether.

## Gewinnung und Darstellung
Triethylenglyckolmonobutylether kann durch Reaktion von n-Butanol mit Ethylenoxid gewonnen werden.

## Eigenschaften
Triethylenglycolmonobutylether ist eine brennbare, schwer entzündbare, hygroskopische, farblose und fast geruchlose Flüssigkeit, die mischbar mit Wasser ist.

## Verwendung
Triethylenglycolmonobutylether wird als Lösungsmittel (zum Beispiel für Farben in der Textilindustrie und Druckerfarben, sowie für Reinigungsprodukte) verwendet.